# Jost Künzli von Fimmelsberg
Jost Künzli von Fimmelsberg (* 10. Oktober 1915 in St. Gallen; † 5. April 1992 ebenda) war ein Schweizer Gynäkologe und Homöopath.

## Leben
Jost Künzli von Fimmelsberg studierte in Zürich, Bern, Kiel und Paris.
1943 promovierte er an der Universität Zürich zum Thema Über Periarteriitis nodosa vermutlich tuberkulöse Ätiologie.
Von 1941 bis 1945 war er im Inselspital in Bern, zuletzt als Oberarzt, tätig. Bei Pierre Schmidt, zu dem er 1946 kam, lernte er die durch James Tyler Kent geprägte Homöopathie kennen und half ihm bei der Übersetzung von Hahnemanns Organon der Heilkunst ins Französische. 1947 liess er sich in St. Gallen nieder.
Von 1957 bis 1973 war er Mitherausgeber der Zeitschrift für klassische Homöopathie und Arzneipotenzierung (Verlag Haug, Ulm). Er unterrichtete in St. Gallen, später in Frankfurt sowie in den 1970er und 1980er Jahren auf der Insel Spiekeroog, wo von 1973 bis 1986 jährliche Kurse für Homöopathie stattfanden.
Der Grossvater Jacob Theodor Künzli und der Vater Max Künzli waren ebenfalls homöopathische Ärzte.

## Wirken
Wie Pierre Schmidt war auch Künzli überzeugter Anwender der Q-Potenzen in der Homöopathie, und die Behandlung mit diesen erlebte durch ihn eine Wiederbelebung. Er führte im deutschsprachigen Raum sowohl das «Repertorisieren» nach Kent als auch dessen Anamnese-Fragebogen ein. Schmidt und Künzli stellten ihre sogenannten «antipsorischen Heilmittel» auch selbst her. 1947 begannen sie zunächst mit Medikamenten auf der Basis von Schwefel.
Anfangs gemeinsam mit Pierre Schmidt, befasste er sich intensiv mit dem Paragraphen 270 der 6. Auflage des Organons und veröffentlichte darüber 1960 einen Artikel in der Zeitschrift für klassische Homöopathie, worin er detailliert die Herstellung von Q-Potenzen beschrieb. Zwanzig Jahre später hatte sich der Einsatz von Q-Potenzen bei Homöopathen in ganz Europa durchgesetzt.
Jost Künzli ist eng verbunden mit der Entwicklung der Homöopathie im deutschsprachigen Raum. Seine Herausgabe und Übersetzung des Repetitoriums von James Tyler Kent ist unter den Homöopathen weit verbreitet. Zu seinen Schülern in Deutschland zählten M. Barthelt, O. Eigenlebiger, K.-H. Gipser, C. Just und M. v. Ungern-Sternberg sowie Adolf Voegeli in der Schweiz.
In einigen Repertorien werden die sogenannten «Künzli-Punkte» als Hinweis darauf angeführt, wie wirksam sich das jeweilige Mittel sowohl bei der Arzneimittelprüfung als auch bei der Anwendung bei gesunden Probanden gezeigt hat. So soll für den Anwender die Wahl des Arzneimittels eingegrenzt und somit erleichtert werden. Eine Arbeitsgemeinschaft schweizerischer Homöopathen sichtet die Schriften und Fallbeispiele Künzlis.

## Werke
- Kent, James Tylor: Zur Theorie der Homöopathie. Übers. von J. Künzli von Fimmelsberg, Leer um 1973, 332 S.
- Die Heilkunst Hahnemanns. In: Hausmitteilungen des homöop. Zentraloff. Basel Februar 1949.
- Hahnemanns Psoratheorie, anhand der Entwicklung einer chronischen Krankheit illustriert. In: ZKH. 8, 1964, S. 195–204.
- Die Säulen der Homöopathie. In: DJH. 1, 1982, S. 4–8, 51–55.
- mit Georg von Keller: Kents Repertorium der homöopathischen Arzneimittel. 14., überarb. Aufl. Karl F. Haug Verlag, 1998, ISBN 978-3-8304-02985.